# Edward Travers Cox
Edward Travers Cox (* 1821 im Culpeper County, Virginia; † 1907) war ein US-amerikanischer Geologe.

## Leben
1826 zog seine Familie nach Robert Owens Kolonie New Harmony, Indiana, wo er mit James Sampson Fossilien und andere Gesteinsproben klassifizieren lernte. Er wurde Assistent bei David Dale Owen und führte für die US-Regierung Studien am oberen Mississippi, in Kentucky und Arkansas durch. Von 1869 bis 1879 Geologe des Staats Indiana.